# Ronde van Colombia U23
De Ronde van Colombia U23 is een Colombiaanse wielerronde over zeven etappes. De wedstrijd is voorbehouden aan renners van jonger dan 23 jaar en is qua profiel en zwaarte te vergelijken met de grotere wedstrijd waarvan deze ronde is afgeleid, de Ronde van Colombia. Tot de bekende winnaars behoren Fabio Parra, Álvaro Mejía, Iván Parra, Mauricio Ardila, Mauricio Soler, Fabio Duarte en Sergio Henao.

## Lijst van winnaars

### Meervoudige winnaars
| Overwinningen | Renner          | Land     | Jaren      |
| ------------- | --------------- | -------- | ---------- |
| 2             | Iván Parra      | Colombia | 1995, 1996 |
| 2             | Mauricio Ardila | Colombia | 1999, 2000 |
| 2             | Fabio Duarte    | Colombia | 2005, 2006 |

### Overwinningen per land
| Overwinningen | Land     |
| ------------- | -------- |
| 49            | Colombia |
| 1             | Mexico   |
| 1             | Ecuador  |